# Leichtathletik-Europameisterschaften 1958/Weitsprung der Frauen

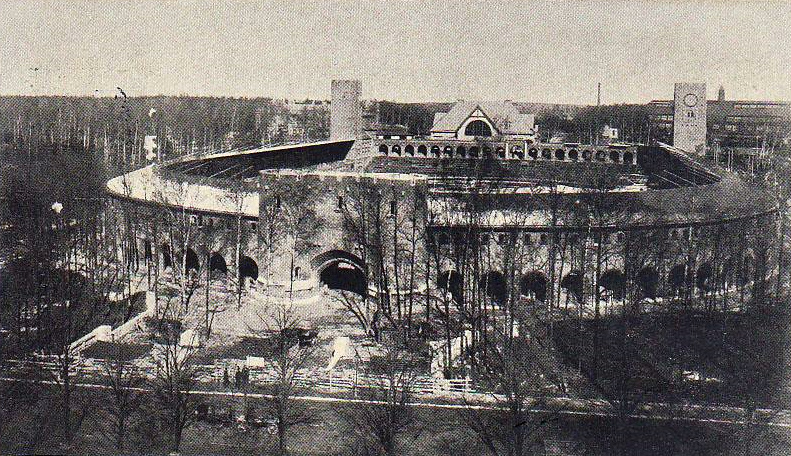
Offizielle Postkarte des Stockholmer Olympiastadions aus dem Jahr 1912

Der Weitsprung der Frauen bei den Leichtathletik-Europameisterschaften 1958 wurde am 21. und 22. August 1958 im Stockholmer Olympiastadion ausgetragen.
Mit Silber und Bronze gab es in diesem Wettbewerb zwei Medaillen für die Sowjetunion. Europameisterin wurde die Deutsche Liesel Jakobi. Sie gewann vor Walentina Litujewa. Bronze ging an Nina Protschenko.

## Rekorde

### Bestehende Rekorde
| Weltrekord           | 6,35 m | Elżbieta Krzesińska | Budapest, Ungarn OS Melbourne, Australien | 20. August 1956 27. November 1956 |
| Europarekord         | 6,35 m | Elżbieta Krzesińska | Budapest, Ungarn OS Melbourne, Australien | 20. August 1956 27. November 1956 |
| Meisterschaftsrekord | 6,04 m | Jean Desforges      | EM Bern, Schweiz                          | 26. August 1954                   |

### Rekordverbesserungen
Der bestehende EM-Rekord wurde zweimal verbessert. Außerdem gab es einen neuen Landesrekord.
- Meisterschaftsrekorde:
- 6,13 – Marthe Djian (Frankreich), Qualifikation am 21. August
- 6,14 – Liesel Jakobi (Deutschland), Finale am 22. August
- Landesrekord:
- 6,13 – Marthe Djian (Frankreich), Qualifikation am 21. August

## Qualifikation
21. August 1958, 9.45 Uhr
Die sechzehn Teilnehmerinnen traten zu einer gemeinsamen Qualifikationsrunde an. Die Qualifikationsweite für den direkten Finaleinzug betrug 5,60 m. Vierzehn Athletinnen übertrafen diese Marke (hellblau unterlegt) und traten am darauffolgenden Tag zum Finale an.

Wie auch in anderen Wettbewerben stellt sich angesichts der nur wenigen ausgeschiedenen Sportlerinnen – hier waren es zwei – die Frage, wieso überhaupt Qualifikationen angesetzt waren.
| Platz | Name               | Nation           | Weite (m)  |
| ----- | ------------------ | ---------------- | ---------- |
| 1     | Marthe Djian       | Frankreich       | 6,13 CR/NR |
| 2     | Maria Ciastowska   | Polen            | 5,96       |
| 3     | Erika Fisch        | Deutschland      | 5,95       |
| 4     | Liesel Jakobi      | Deutschland      | 5,93       |
| 5     | Helga Hoffmann     | Deutschland      | 5,82       |
| 6     | Zlata Rozkošná     | Tschechoslowakei | 5,83       |
| 7     | Nina Protschenko   | Sowjetunion      | 5,78       |
| 8     | Aida Tschuiko      | Sowjetunion      | 5,72       |
| 9     | Teresa Wieczorek   | Polen            | 5,69       |
| 10    | Maria Chojnacka    | Polen            | 5,68       |
| 11    | Sheila Hoskin      | Großbritannien   | 5,68       |
| 12    | Jean Whitehead     | Großbritannien   | 5,67       |
| 13    | Inga Broberg       | Schweden         | 5,62       |
| 14    | Walentina Litujewa | Sowjetunion      | 5,61       |
| 15    | Annie Segouffin    | Frankreich       | 5,51       |
| 16    | Reinelde Knapp     | Österreich       | 5,35       |

## Finale

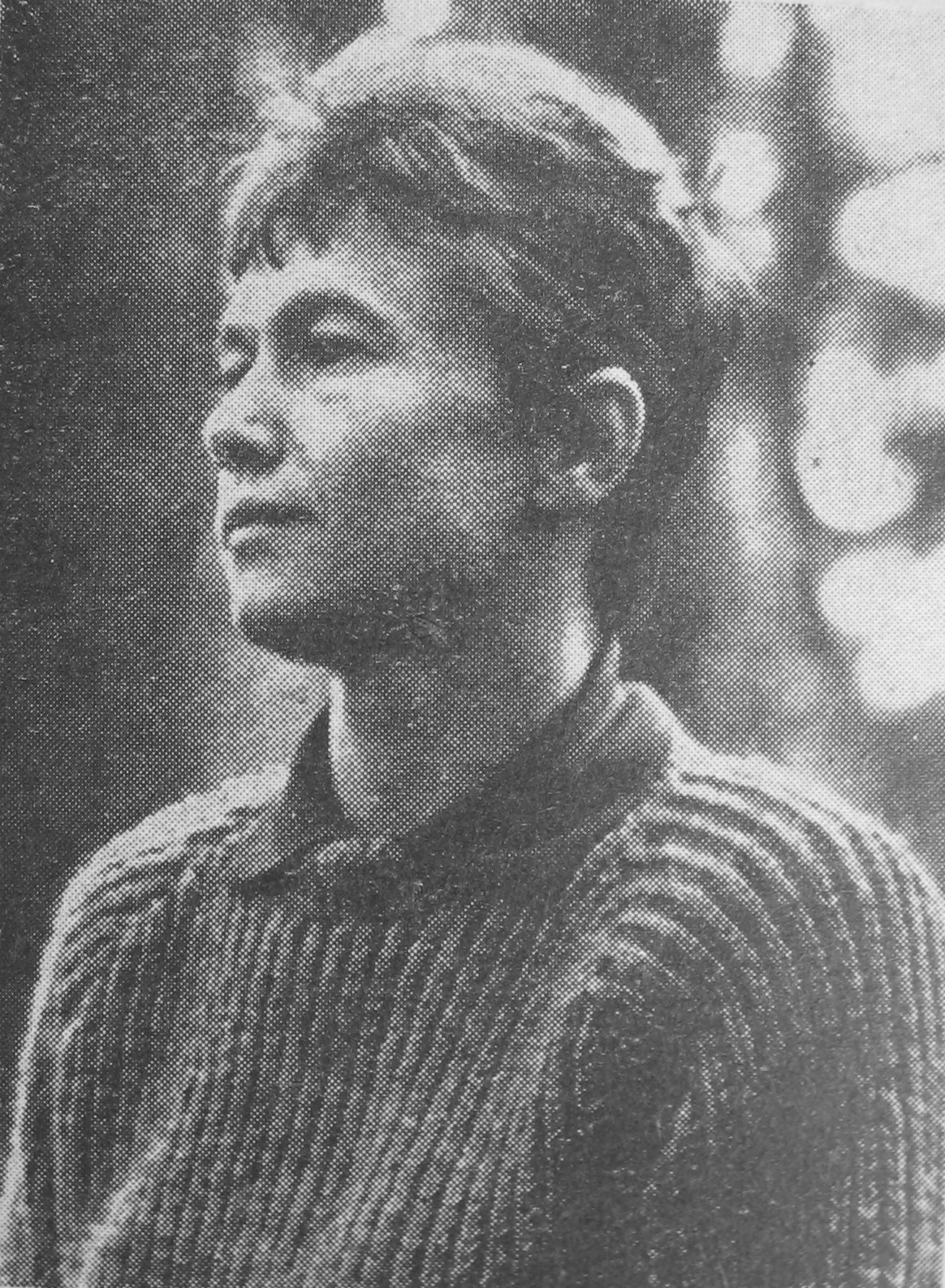
Platz sechs für Maria Chojnacka, spätere Maria Piątkowska – im Fünfkampf auf Rang neun
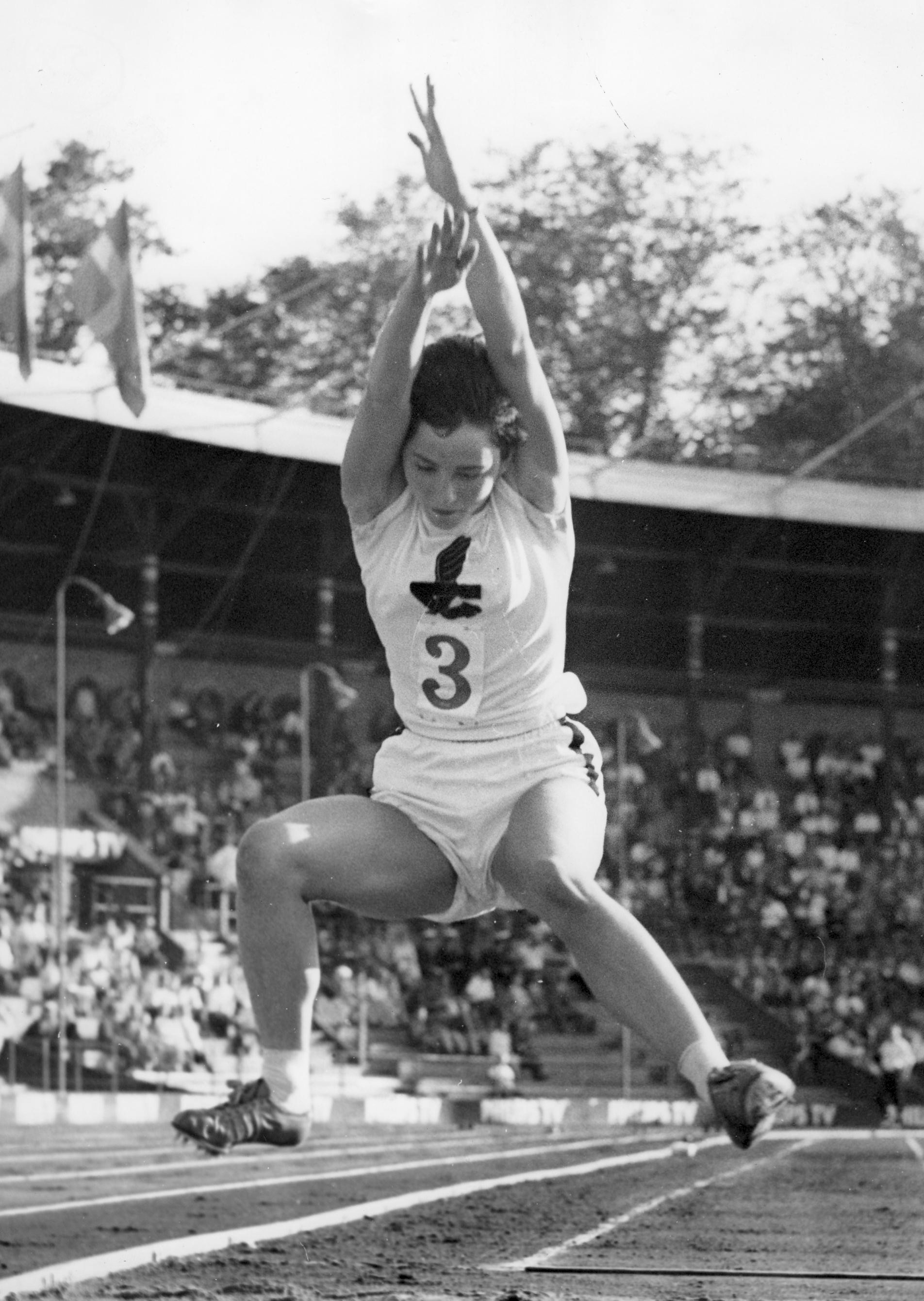
Inga Broberg erreichte Rang acht

22. August 1958, 16.30 Uhr
| Platz | Name               | Nation           | Weite (m) |
| ----- | ------------------ | ---------------- | --------- |
| 1     | Liesel Jakobi      | Deutschland      | 6,14 CR   |
| 2     | Walentina Litujewa | Sowjetunion      | 6,00      |
| 3     | Nina Protschenko   | Sowjetunion      | 5,99      |
| 4     | Aida Tschuiko      | Sowjetunion      | 5,99      |
| 5     | Maria Ciastowska   | Polen            | 5,97      |
| 6     | Maria Chojnacka    | Polen            | 5,97      |
| 7     | Helga Hoffmann     | Deutschland      | 5,85      |
| 8     | Inga Broberg       | Schweden         | 5,85      |
| 9     | Jean Whitehead     | Großbritannien   | 5,84      |
| 10    | Marthe Djian       | Frankreich       | 5,83      |
| 11    | Zlata Rozkošná     | Tschechoslowakei | 5,78      |
| 12    | Erika Fisch        | Deutschland      | 5,72      |
| 13    | Teresa Wieczorek   | Polen            | 5,63      |
| 14    | Sheila Hoskin      | Großbritannien   | 5,56      |

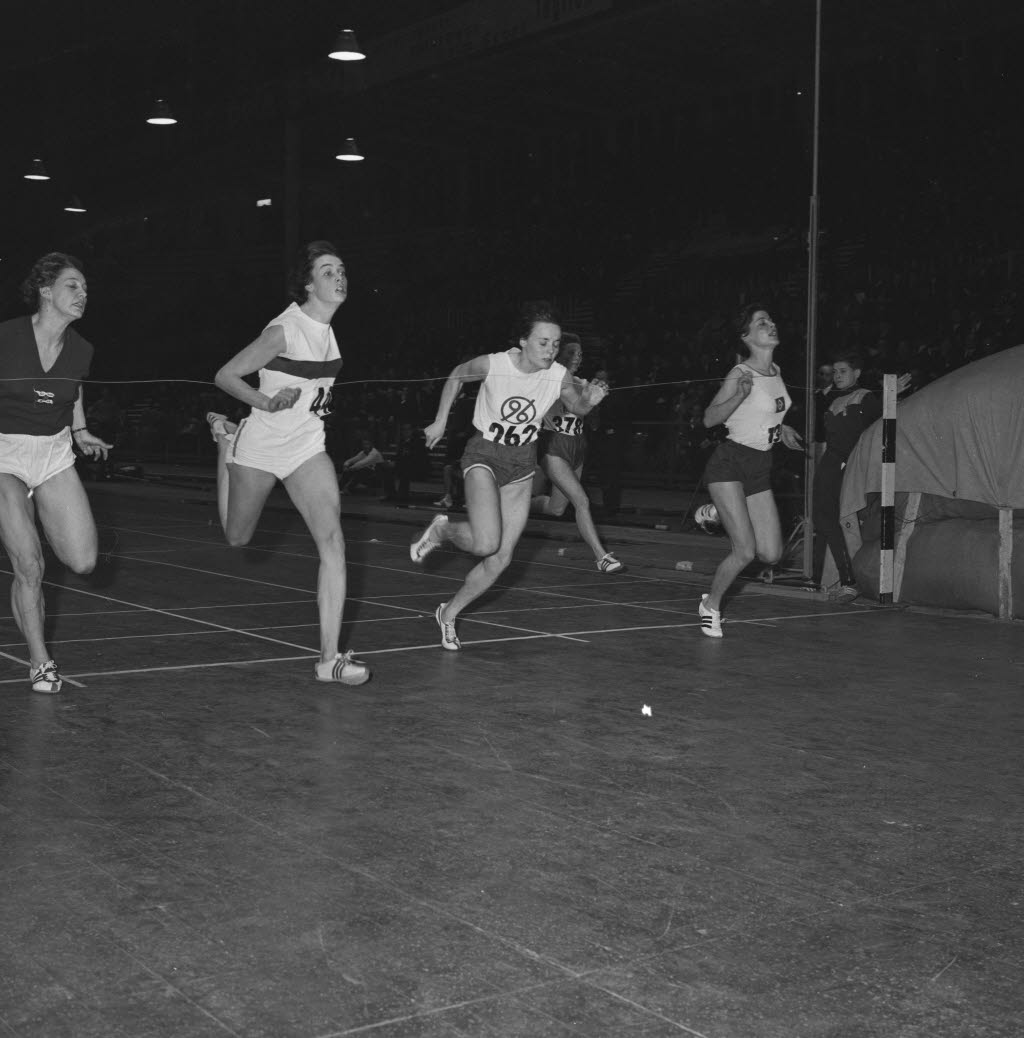
Erika Fisch – auf dem Foto als Sprinterin (Dritte von rechts) – kam auf den zwölften Platz
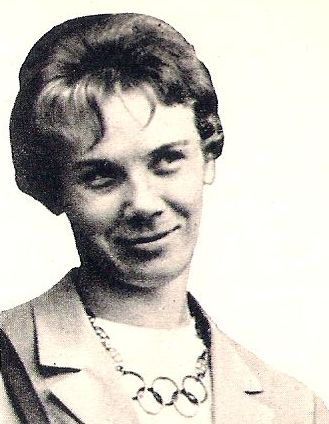
Teresa Wieczorek, spätere Teresa Ciepły, belegte Rang dreizehn

Die Europameisterin Liesel Jakobi hatte im Finale folgende Serie: 5,99 m – x – 5,63 m – 5,85 m – x – 6,14 m.

Sie gewann den EM-Titel also erst mit ihrem letzten Sprung.

Die Französin Marthe Djian, die als Qualifikationsbeste mit 6,13 m noch einen neuen Landesrekord aufgestellt hatte, blieb im Finale mit 5,83 m deutlich unter dieser Weite und beendete den Wettkampf als Zehnte.